# Santurce Antiguo (barrio)

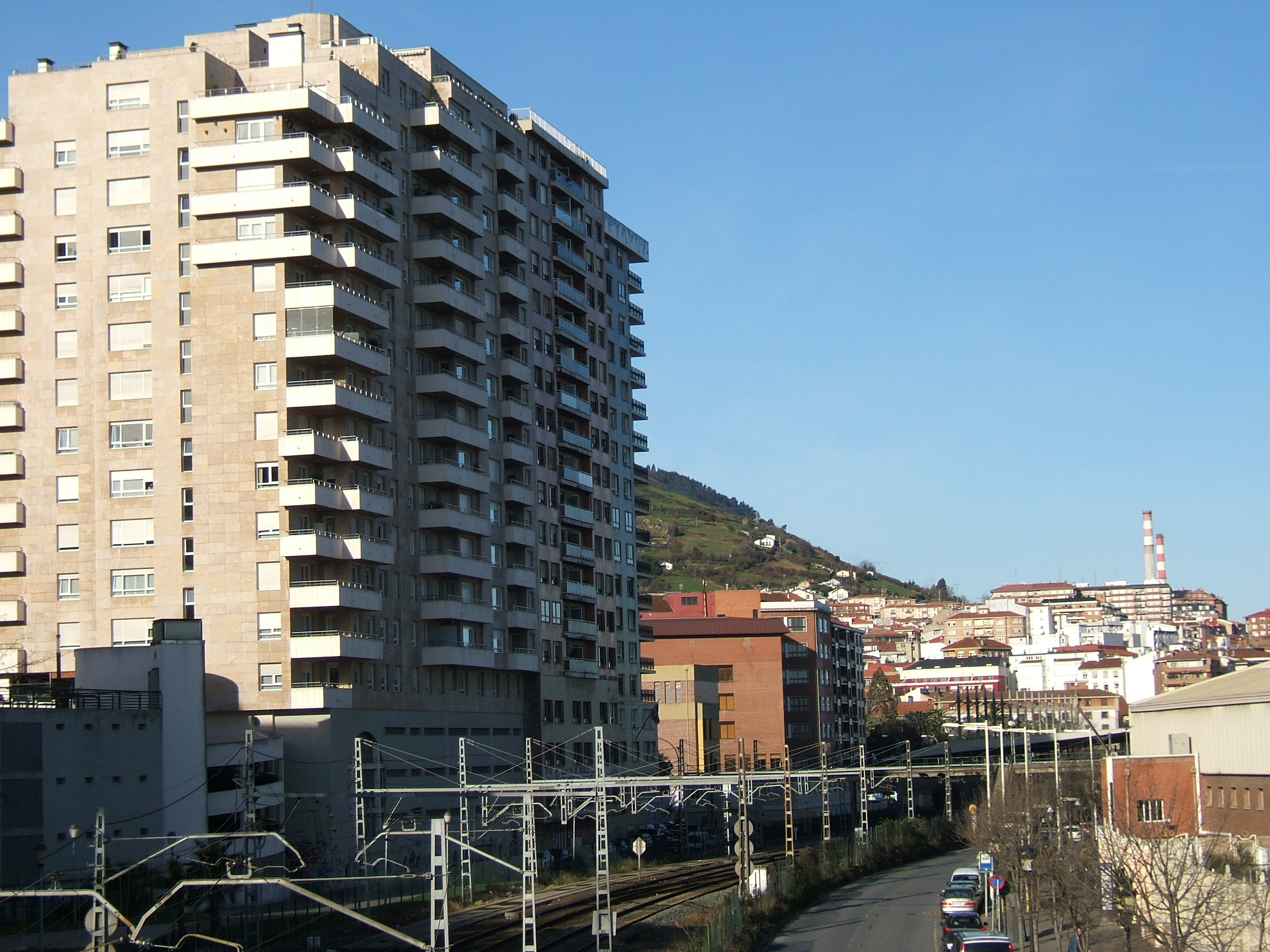
Vista de Santurce Antiguo desde el barrio de Peñota.

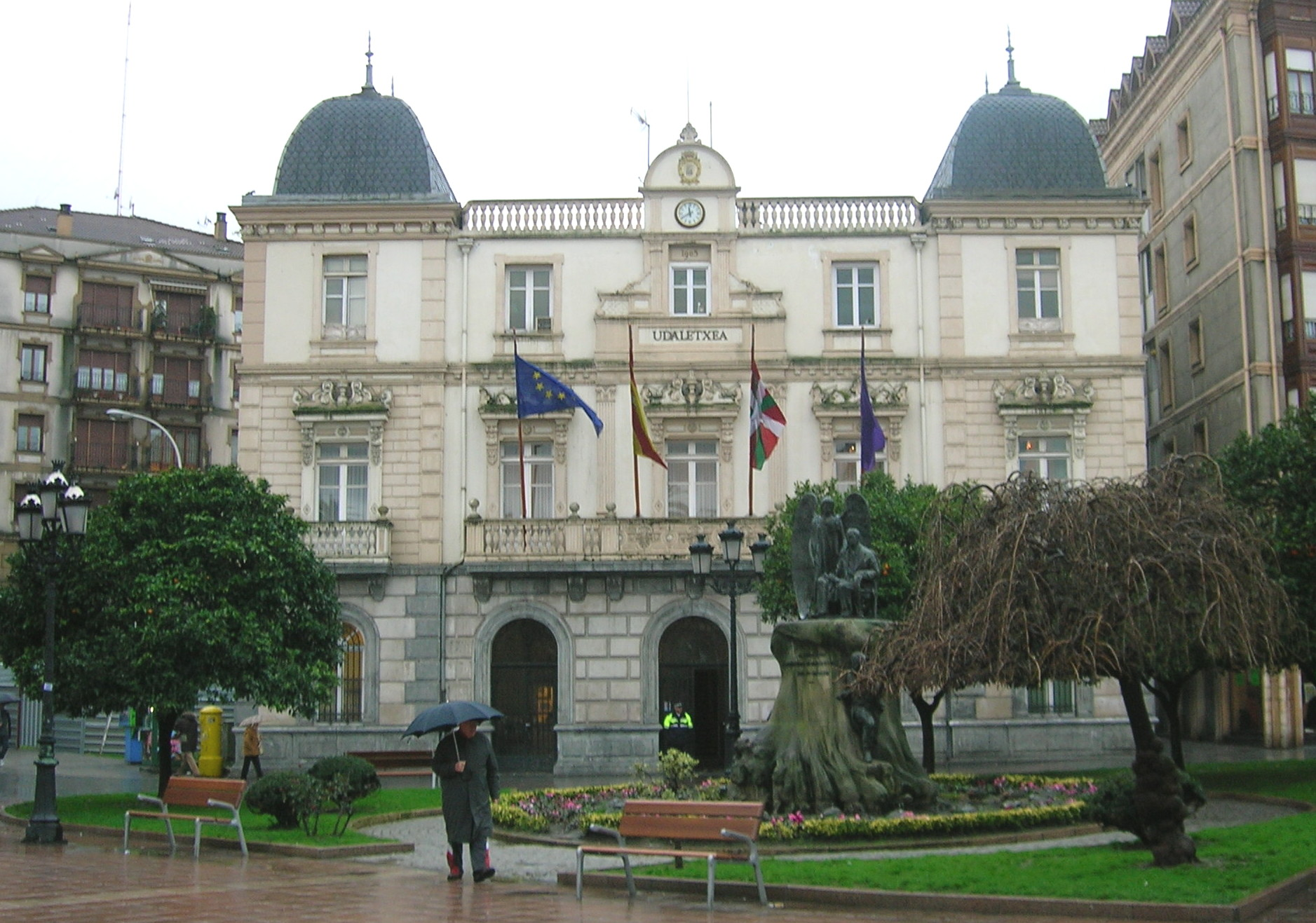
Ayuntamiento de Santurce.

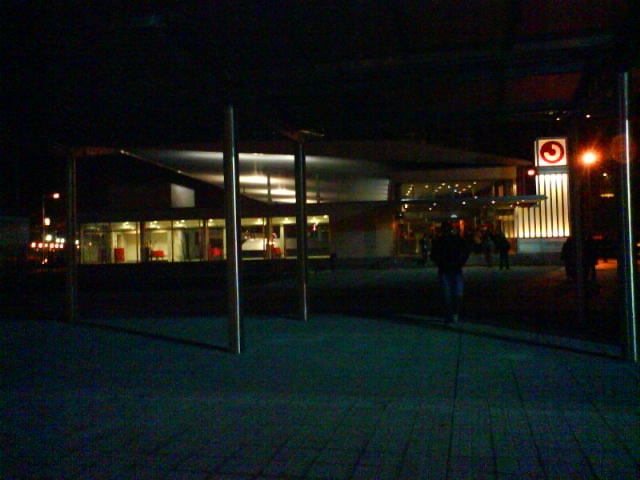
Estación de Renfe Cercanías.

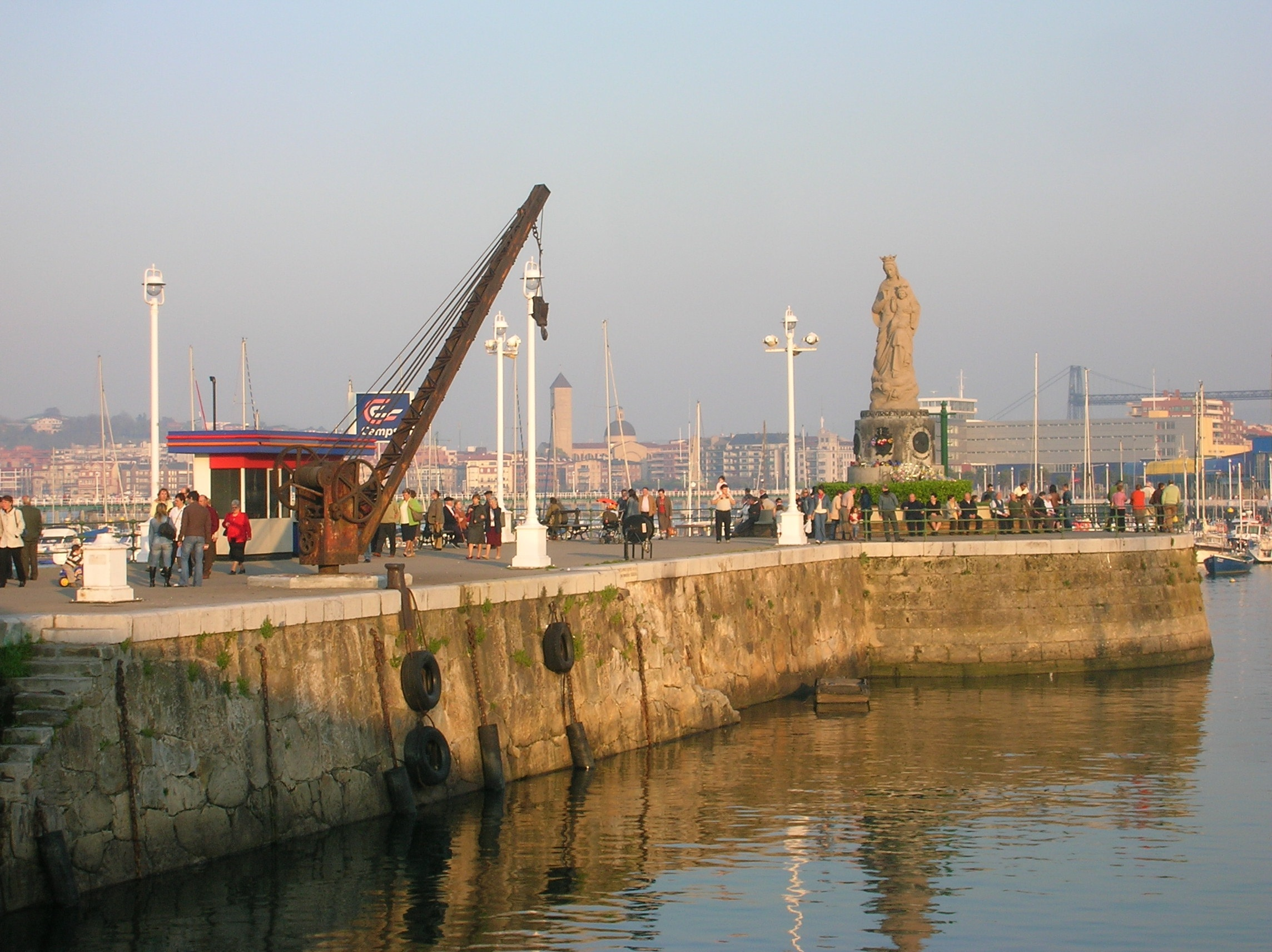
Puerto pesquero.

Santurce Antiguo (en euskera Santurtzi Zaharra) es el centro y barrio antiguo del municipio de Santurce, en Vizcaya. Lo componen los núcleos de avenida Murrieta, La Chicharra, Grupo Víctor Sáez, el Parque y alrededores, hasta la avenida Capitán Mendizábal y adyacentes. Limita al sur con el barrio de Santa Eulalia y de Cabieces; al este con El Burgo, barrios unidos por la avenida Murrieta; al oeste con Las Viñas y Mamariga, y al norte se encuentra el Puerto de Bilbao.

## Servicios
- Aparcamientos (Paseo Reina Victoria, junto al polideportivo)
- Ayuntamiento (Parque de Santurce)
- Barco Sestao-Santurce-Guecho Euskal Herria
- Biblioteca municipal (plaza de Juan José Mendizábal)
- DYA (edificio estación de Renfe)
- Ertzaintza (avenida Cristóbal de Murrieta)
- Escuela Oficial de Idiomas (calle Joxe Migel Barandiaran)
- Estación de Santurce (Renfe Cercanías)
- Estación de Santurce (Metro Bilbao)
- Euskaltegi municipal (C/ Jose Miguel Barandiarán, junto a la Policía Local)
- Oficina de Información y Turismo (puerto pesquero de Santurce)
- Paradas de Bizkaibus
- Parada de taxi (parque de Santurce)
- Policía municipal (calle Jose Miguel Barandiarán)
- Polideportivo Mikel Trueba (paseo Reina Victoria)
- Puerto de Bilbao
- Puerto deportivo
- Puerto pesquero
- Serantes Kultur Aretoa y sala de eventos Kresala (edificio del euskaltegi, C/ Jose Miguel Barandiarán)
- Serantes Kultur Aretoa, cines y teatro (calle Máximo García Garrido)

## Principales calles
- Calle Itsasalde
- Calle Joxe Migel Barandiaran
- Calle Sabino Arana
- Avenida Cristóbal de Murrieta
- Calle Jenaro Oraá

## Transportes

### Renfe Cercanías
- Estación de Santurce, línea C-1

### Metro Bilbao
- Estación de Santurce, línea 2

### Bizkaibus
Autobuses con destino a Bilbao, Baracaldo, Sestao, Valmaseda, Zalla, Musques, Valle de Trápaga, Abanto y Ciérvana y a la Universidad del País Vasco; así como destinos intermedios (Portugalete, Ortuella, Sopuerta y Galdames)

### Autobuses de largo recorrido
Líneas Irún-Gijón, líneas con destino Castilla y León y líneas a Valencia.